# Lérouville
Lérouville é uma comuna francesa na região administrativa de Grande Leste, no departamento de Meuse. Estende-se por uma área de 14,38 km². Em 2010 a comuna tinha 1 434 habitantes (densidade: 99,7 hab./km²).